# Adachi Ginkō
Adachi Ginkō (安達 吟光, nacido en 1853; activo c. 1870 - 1908) fue un artista japonés más conocido por sus grabados en el estilo ukiyo-e como miembro de la escuela Utagawa. Trabajó en una gran variedad de géneros, incluyendo retratos de bellezas y actores, paisajes, ilustraciones de libros y obras satíricas, y produjo un gran número de trípticos de eventos contemporáneos. Su trabajo más exitoso fue su serie de trípticos Pictorial Outline of Japanese History a finales de la década de 1880. Fue encarcelado y multado en 1889 por caricaturizar al emperador Meiji Tennō.

## Vida y carrera

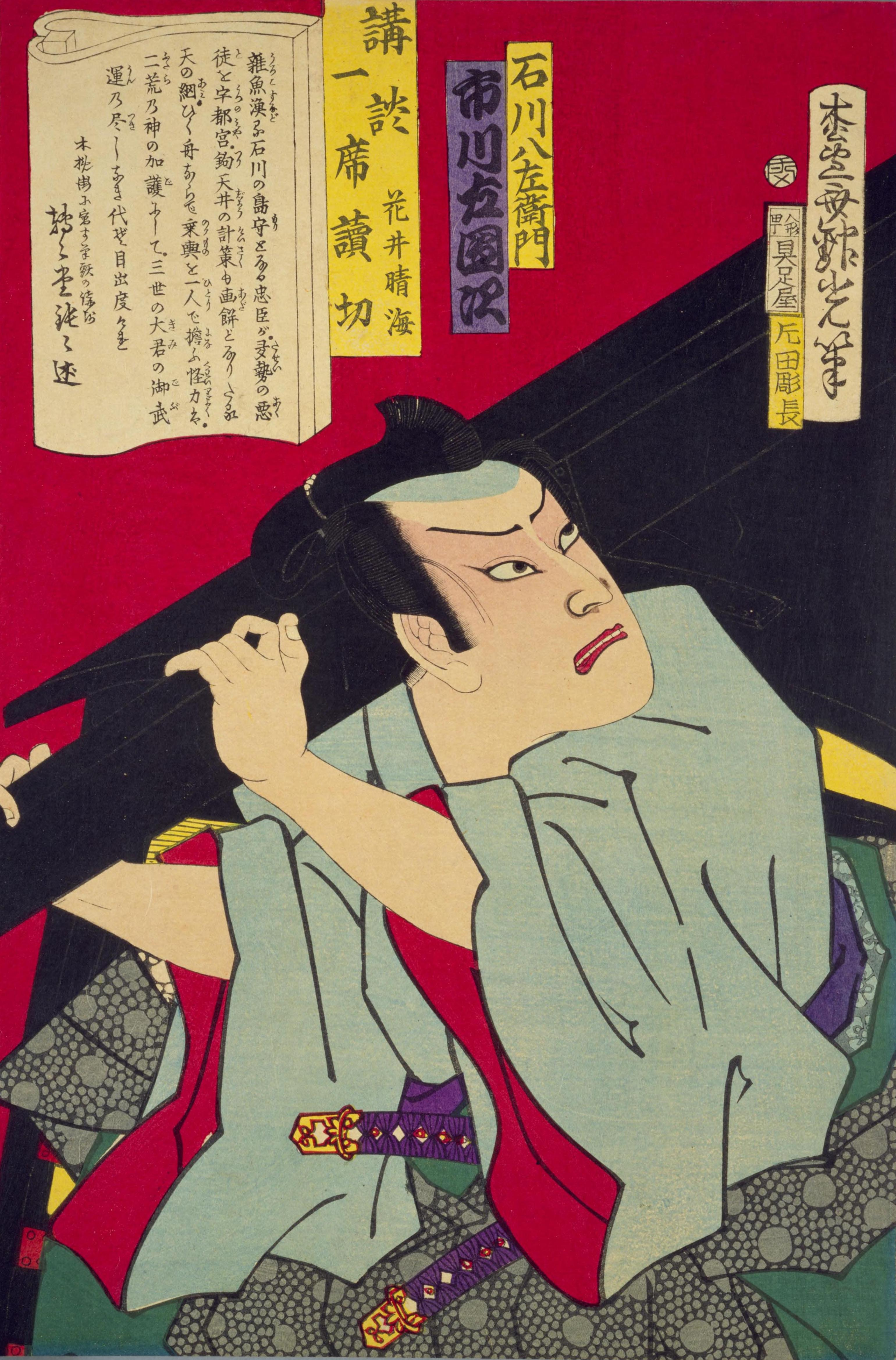
Ichikawa Hachiēmon (1874), de la serie Kōdan isseki yomikiri.

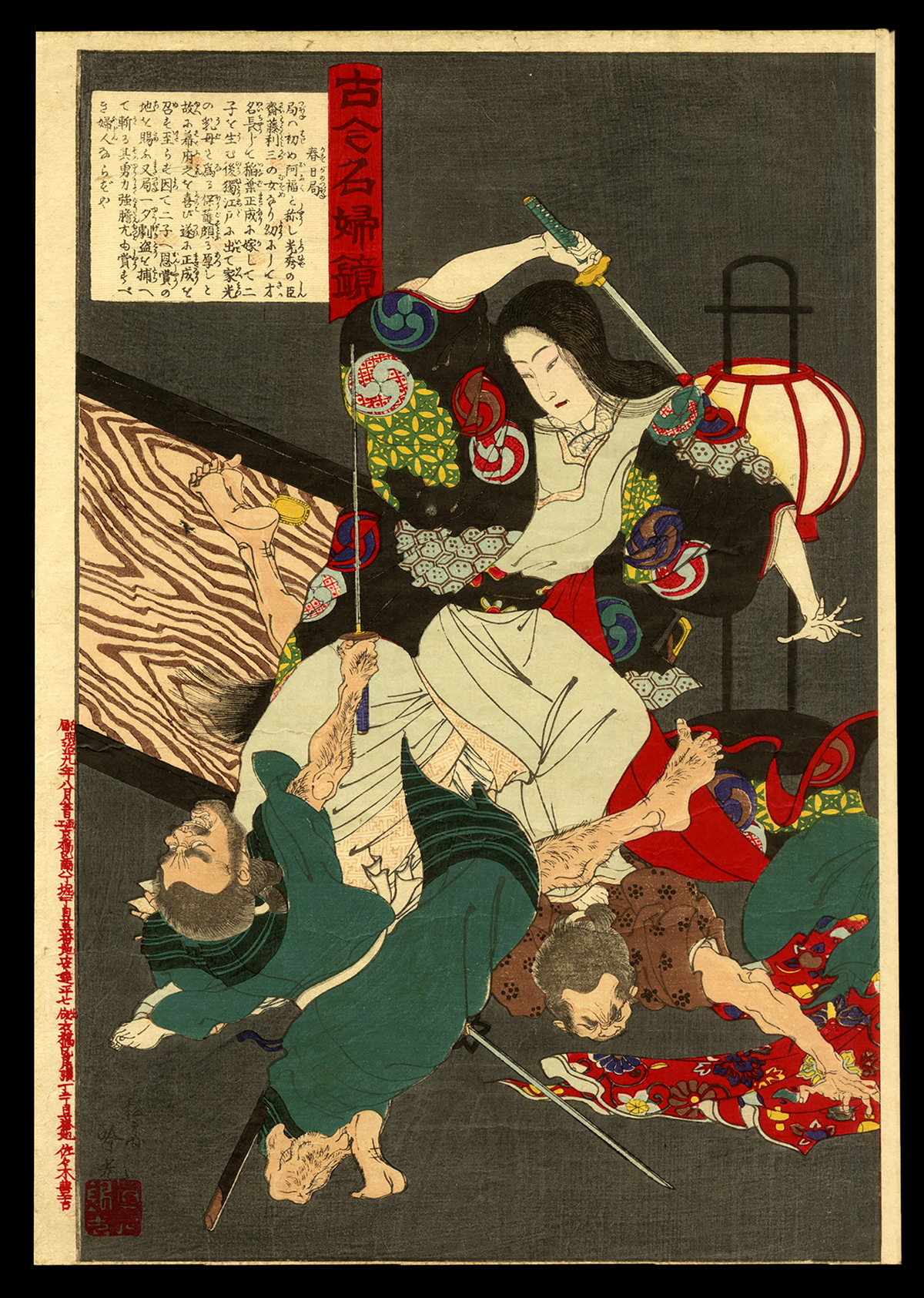
Lady Kasuga, Kasuga-no-Tsubone (circa 1880).

Se conocen pocos detalles del nacimiento y los primeros años de su vida de Ginkō; su nombre de nacimiento era Adachi Heishichi (安達 平七). Nació alrededor del segundo mes de Kaei 6 del calendario japonés —alrededor de marzo o abril de 1853—
Ginkō estudió con el pintor Goseda Hōryū (五姓田芳柳), que trabajaba en un estilo occidental. Ginkō pudo haber comenzado a diseñar grabados en madera de ukiyo-e ya en 1870, aunque estos supuestos grabados de la Guerra Boshin no han sobrevivido. Los primeros de Ginkō que se tienen noticia datan de 1873, una serie de grabados yakusha-e de actores en el estilo de Toyohara Kunichika. Publicó sus primeros trabajos bajo el nombre artístico Shōsetsusai Ginkō (松雪斎 銀光). El éxito lo alcanzó con una serie de obras de actores titulada Complete Issue of Top Battle Stories (講談一席読切), en 1874. Más tarde de ese mismo año comenzó a utilizar el nombre artístico Adachi Ginkō.
Ginkō produjo en una gran variedad de géneros, incluyendo retratos bijin-ga de bellezas, paisajes, ilustraciones de libros y obras satíricas. Un gran número de sus obras trataban de eventos contemporáneos como la Rebelión de Satsuma y la primera guerra sino-japonesa. Su obra más popular fue la serie de trípticos Pictorial Outline of Japanese History (大日本帝国議会之図), publicados de 1185 a 1889.
El número del 28 de febrero de 1889 del Journal of the Society of Ready Wit (頓智協会雑誌), publicó una caricatura realizada por Ginkō que parodia su propia vista impresa de la emisión de la Constitución del Estado en la Cámara de Estado del Nuevo Palacio Imperial (新皇居於テ正殿憲法発布式之図), que muestra al emperador Meiji Tennō recibiendo la Constitución Meiji de 1889. El original, un tríptico a todo color, fue producido por encargo y no se distribuyó hasta el 14 de marzo de 1889; los impresos tuvieron que obtener la aprobación de la censura antes de su distribución, mientras que los libros y revistas no tenían que ser enviados a los censores hasta después de que comenzaran a ser distribuidos. La parodia sustituye al emperador por un esqueleto y está subtitulada: «Ceremonia de Promulgación para el Perfeccionamiento de la Ley del Listo Testigo» (頓智研法発布式之図). El esqueleto era un juego de palabras del nombre del editor de la revista Miyatake Gaikotsu(宮武 外骨), cuyo nombre de pila es un homófono de la palabra japonesa gaikotsu (宮武 外骨).

Controversia
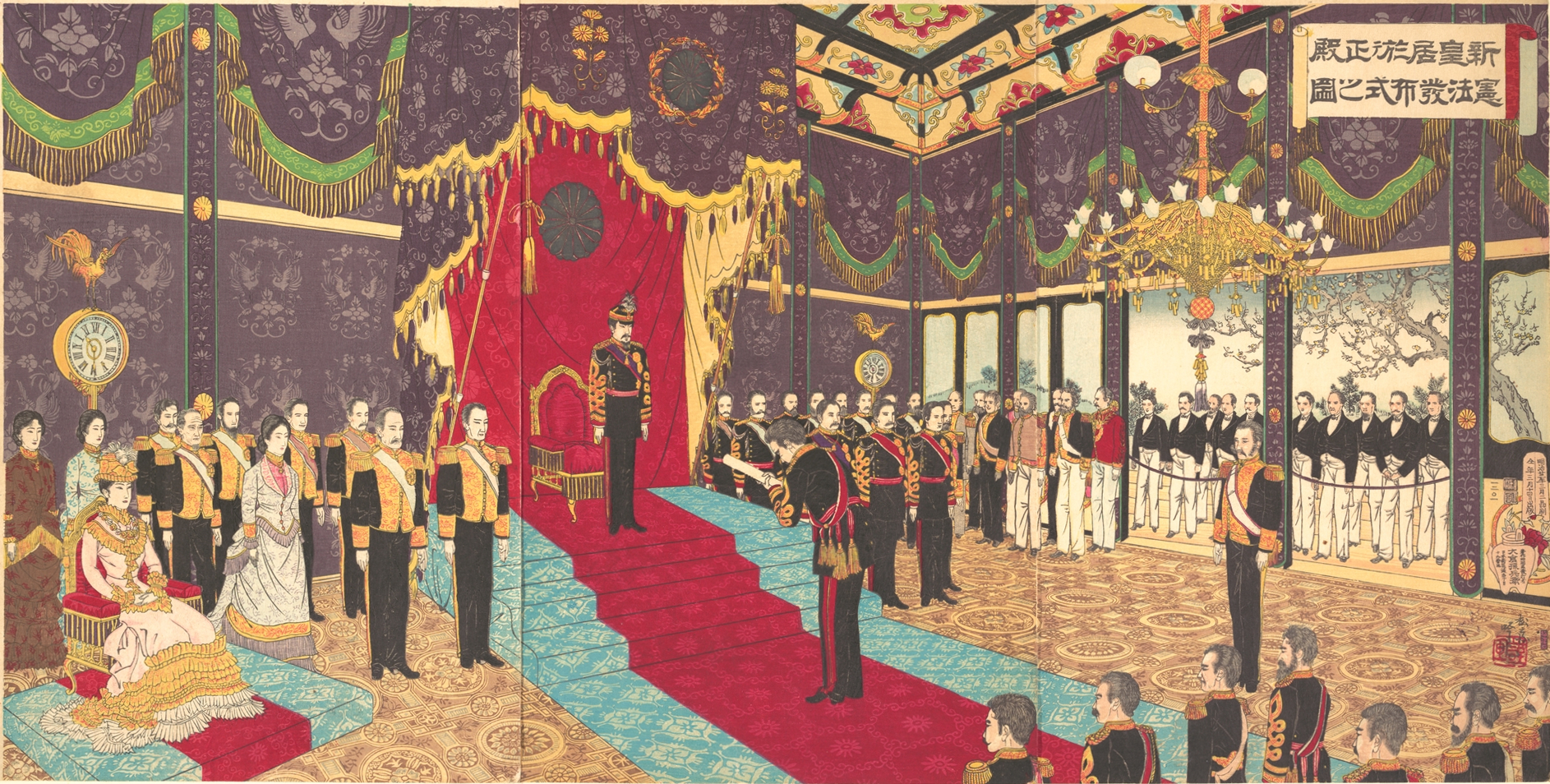
«Vista de la emisión de la Constitución del Estado en la Sala de Estado del Nuevo Palacio Imperial», 1889.
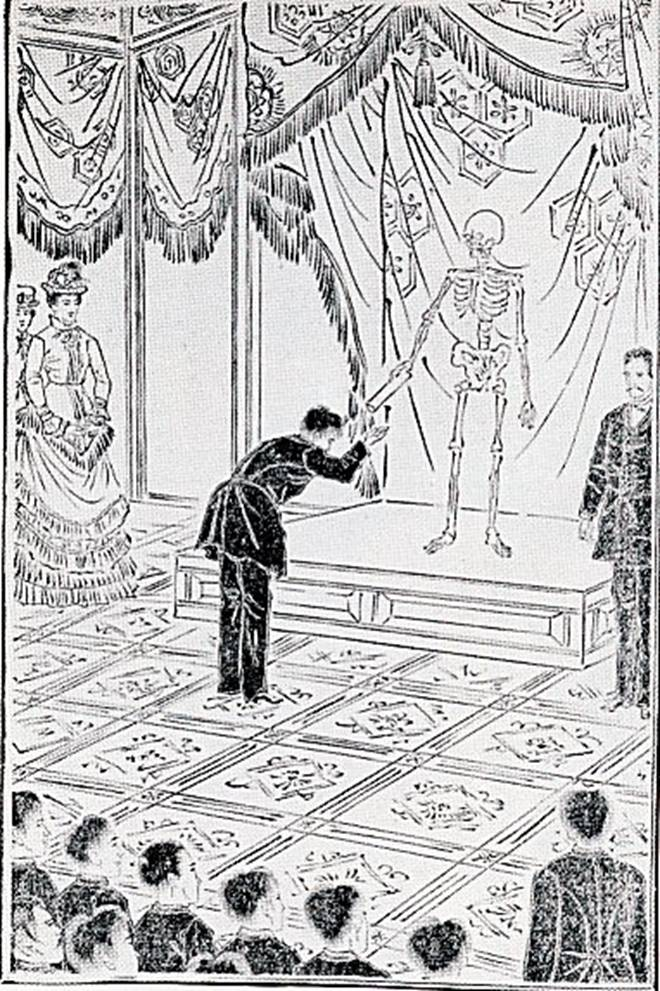
«Ceremonia de Promulgación para el Perfeccionamiento de la Ley del Listo Testigo», 1889.

Ginkō fue encarcelado durante un año, y multado con 50 yenes por el delito. Miyatake fue encarcelado durante tres años, todos los demás involucrados también fueron condenados a prisión, y se hizo que la revista dejara de publicarse. Después de su liberación, Ginkō continuó produciendo impresiones, la última de las cuales apareció en 1908. Se desconoce la fecha y el lugar de su muerte. Ginkō también trabajó bajo los nombres artísticos de Shinshō Ginkō (真匠 銀光), c.  1877 y Shōsai Ginkō (松斎 吟光), c.  1881-1889, y fue miembro de la escuela de artistas ukiyo-e de Escuela de Utagawa|Utagawa.

## Galería

Trípticos sobre la Guerra sinojaponesa por Adachi Ginkō
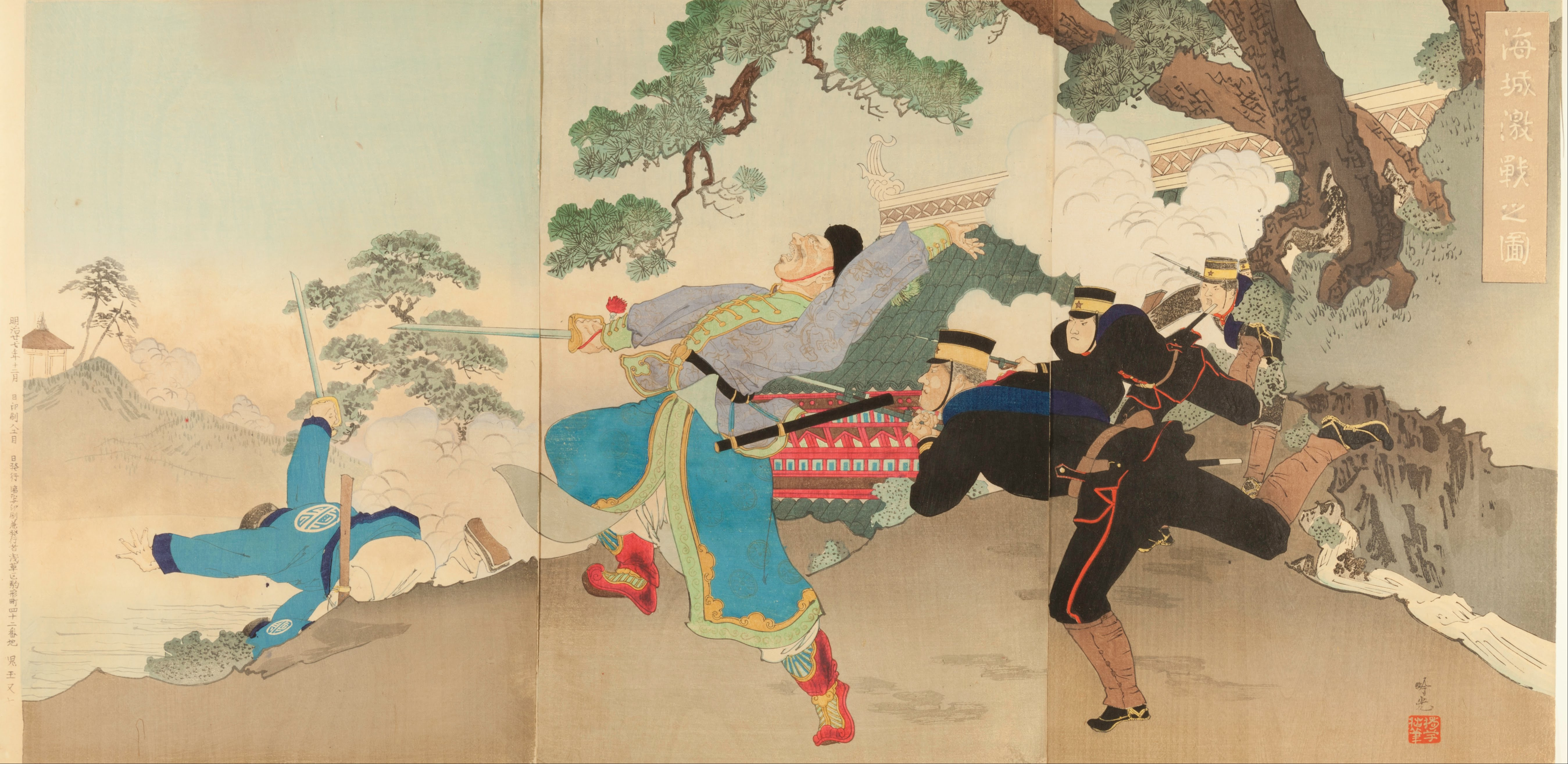
Batalla en Haicheng, 1894, 1894
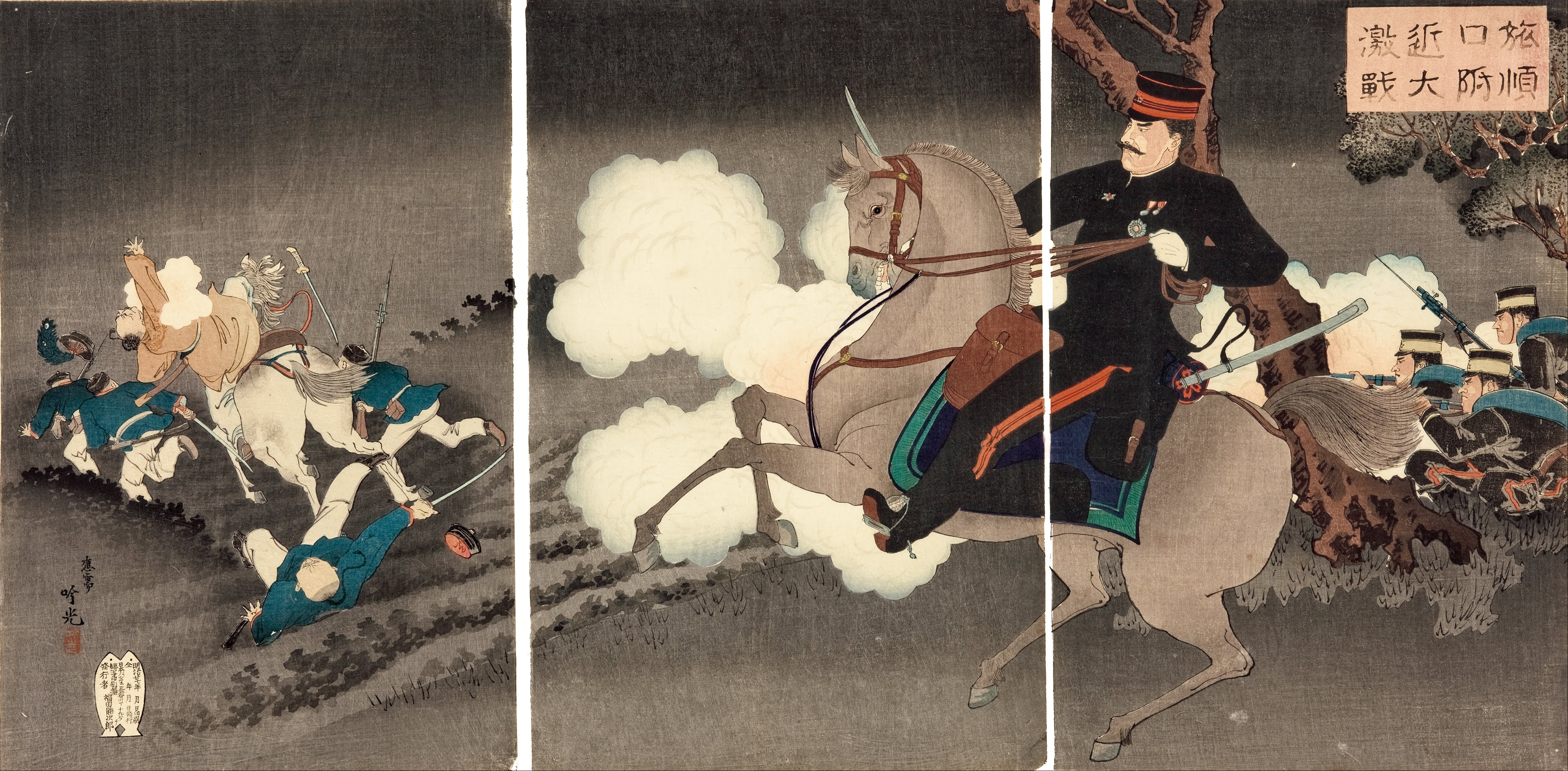
La gran batalla de Lushunkou, 1894, 1894
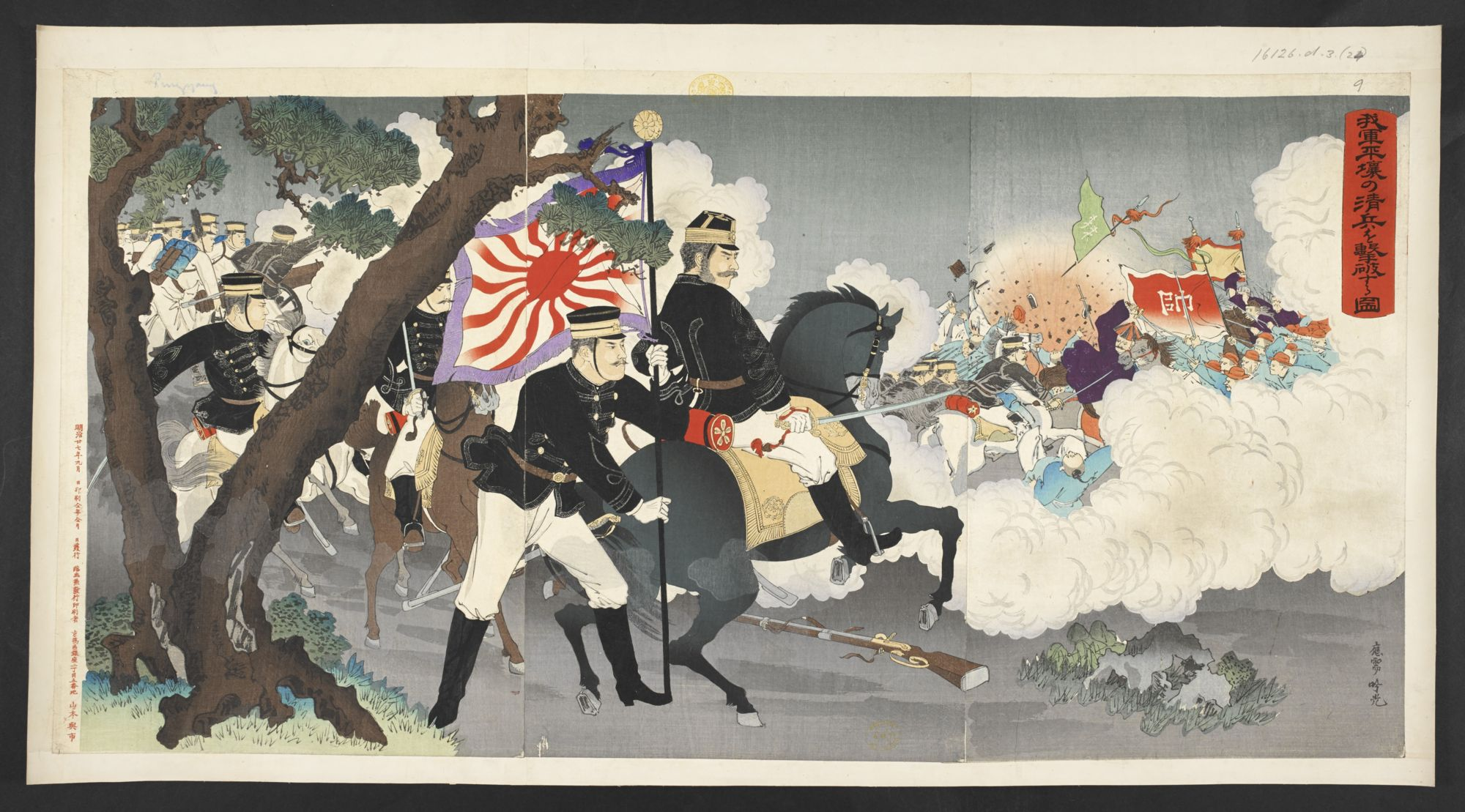
El ejército japonés lanza un ataque contra las tropas chinas en Pyongyang , 1894
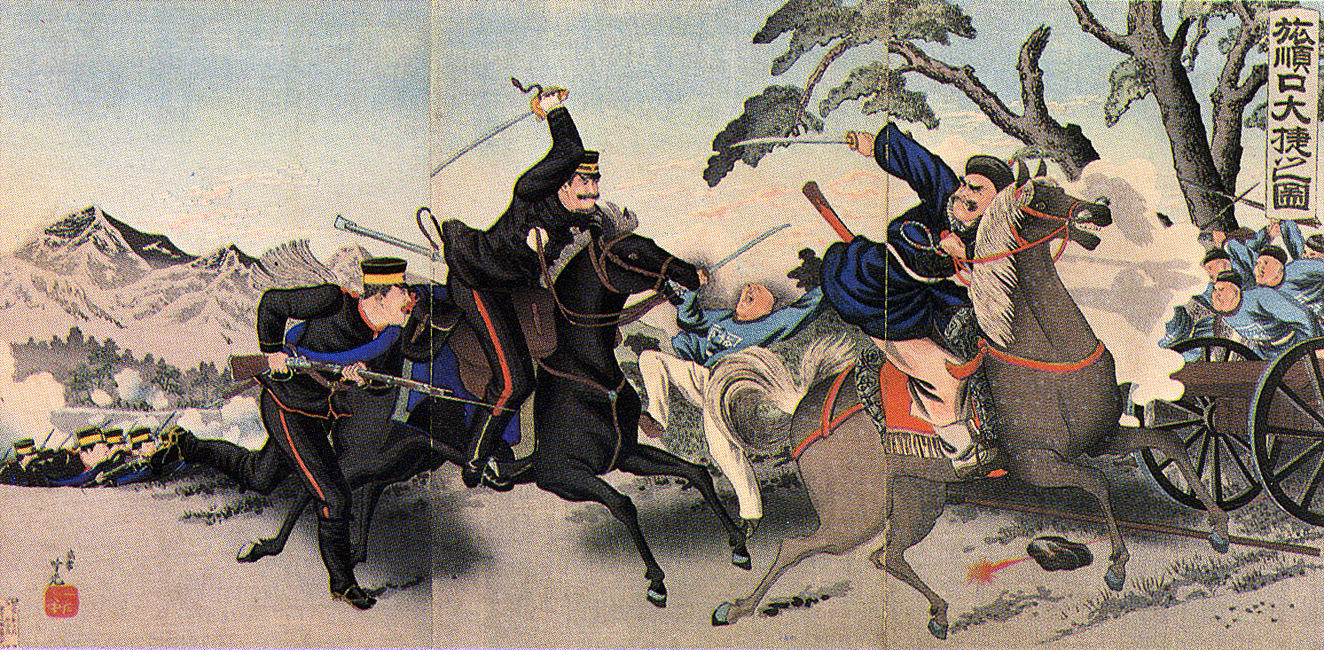
Gran Victoria en Port Arthur, 1894

Otras pinturas de Adachi Ginkō
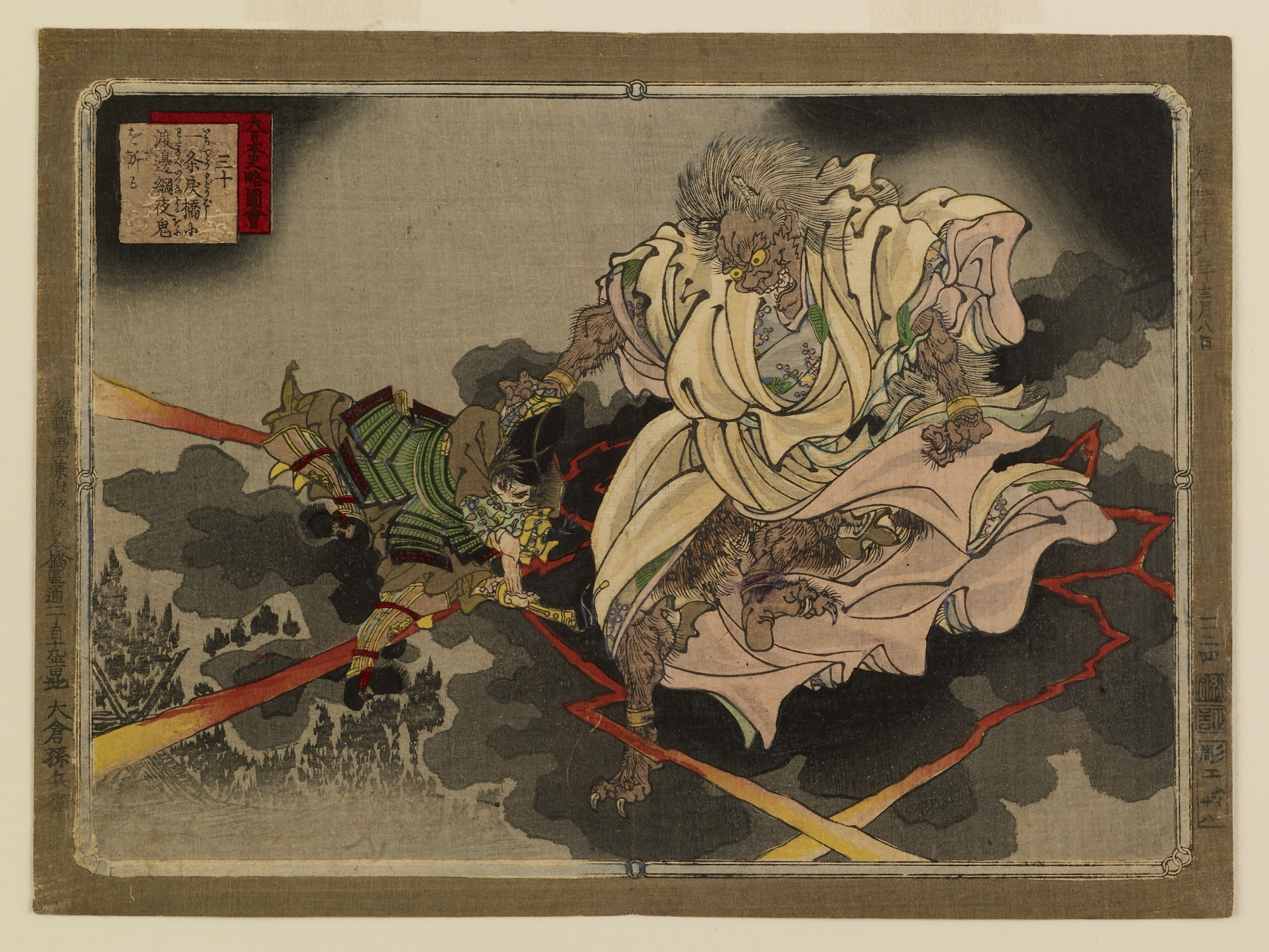
Okura Sonbei, 1885, del esquema pictórico de la historia japonesa
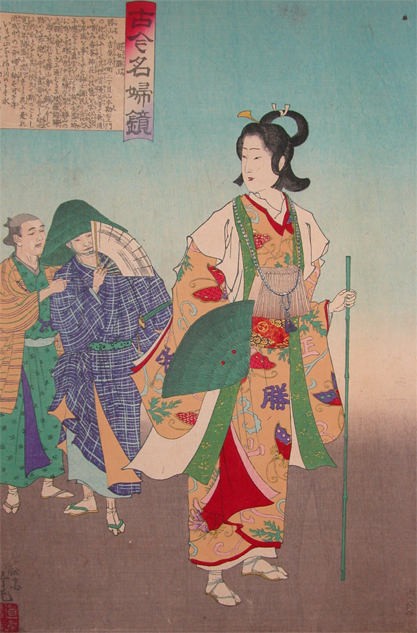
La prostituta Katsuyama
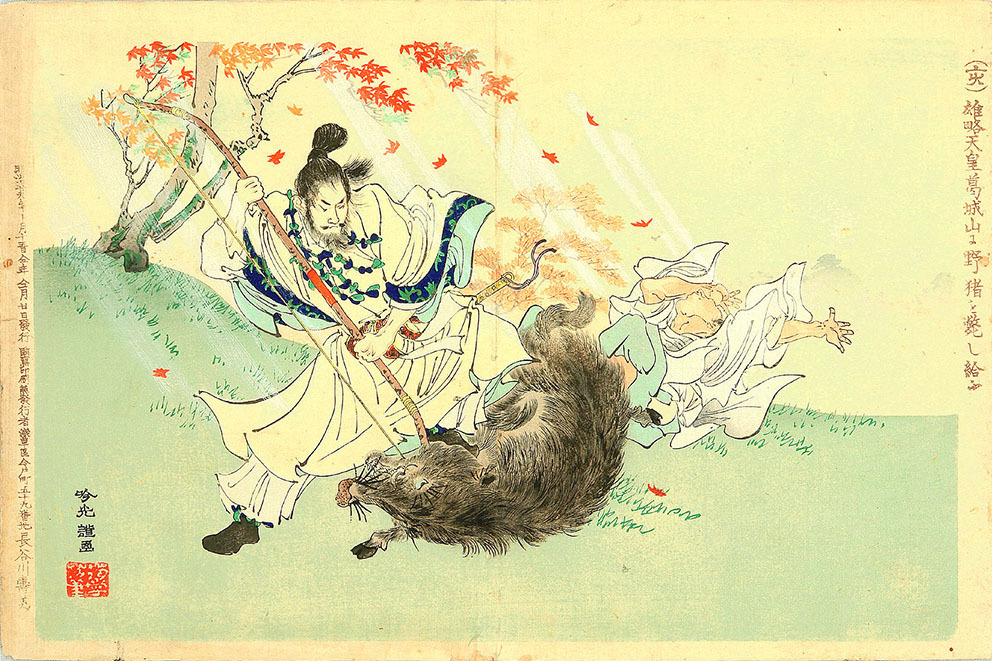
Emperador Yūryaku y un jabalí, 1896